# Вологез I
Вологез I (на пехлеви Балаш или Валахш) — царь Парфии, правил в 51 — 78 годах. Из династии Аршакидов.
Сын Вонона II и греческой наложницы. Вероятно, Вологез являлся самым старшим по возрасту, поскольку братья уступили его претензиям на трон.

## Правление

### Иберийско–армянская война
Вспыхнувшая вскоре после его вступления на престол война между армянами и иберами вызвала крайнюю напряжённость и в отношениях римлян с парфянами. Около 52 года Фарасман Иберийский отправил своего сына Радамиста на завоевание Армении, которая в это время находилась в руках проримски настроенного царя Митридата, брата иберийского правителя. Вскоре Митридат был осаждён в Горнеях (Гарни), недалеко от столицы Артаксаты. С ним в осаждённом городе находился римский гарнизон под командованием префекта Целия Поллиона и центуриона Касперия. Радамист попытался подкупить Поллиона, чтобы тот сдал Горней; префект склонялся к тому, чтобы принять предложение, но Касперий отказался стать соучастником этого дела. Он добился временного перемирия и намеревался убедить Фарасмана прекратить войну, а в случае неудачи известить обо всём легата Сирии Уммидия Квадрата. Касперий добрался до Фарасмана, но его переговоры с ним оказались безуспешными, так как иберийский царь тайно написал письмо Радамисту, требуя, чтобы тот продолжал осаду всеми возможными средствами. Размер взятки, предложенной Поллиону, увеличился, и при отсутствии сдерживающего влияния центуриона сделка вскоре была заключена. Римские солдаты заставили Митридата сдаться, угрожая отказом сражаться. Митридат, его жена и все его дети были убиты по приказу Радамиста, который таким образом завладел Арменией.
Квадрат узнал об этих событиях (возможно, от центуриона Касперия) и созвал военный совет. Фарасману приказали отозвать Радамиста и уйти из Армении, но никаких других действий предпринято не было. Прокуратор Каппадокии Юлий Пелигн собрал какое-то количество провинциальных вспомогательных войск, якобы с целью отвоевать Армению, а в действительности — обобрать своих союзников. Покинутый своими войсками, он был вынужден бежать к Радамисту, которого убедил принять корону и в коронации которого принял участие. Когда Квадрат узнал о происходящих событиях, он отправил Гельвидия Приска с легионом солдат, чтобы навести порядок. Приск уже пересёк Тавр и в какой-то мере восстановил порядок, когда его отозвали. Эта внезапная перемена в планах римлян была вызвана тем фактом, что Вологез I замышлял вторжение в Армению, и присутствие римских легионов на земле, которая считалась парфянской, определённо могло привести к неприятностям.
Вологез имел двух братьев — Пакора и Тиридата. Пакору — среднему брату — Вологез отдал Мидию Атропатену. Теперь же ему было важно найти подходящую территорию для младшего брата, Тиридата. Поскольку вопрос с Арменией, которая считалась частью собственно Парфии, оставался в то время неурегулированным, Вологез увидел в этом возможность усилить свои позиции и в то же время обеспечить сатрапию для Тиридата.

### Походы в Армению и Адиабену
Вскоре Вологез начал поход в Армению, где столкнулся с лишь незначительным сопротивлением. Он быстро занял важный город Тигранакерт и затем столицу Артаксату. Из-за наступившей суровой зимы и связанного с этим недостатка продовольствия Вологез был вынужден прекратить своё наступление. Радамист, который сбежал при его приближении, тотчас же вернулся и начал править с особой жестокостью, по крайней мере судя по известиям из Армении, которые достигли Рима.
Между тем знать Адиабены, недовольная правлением Изата II, предложила Вологезу вмешаться в этот конфликт. Парфянский правитель потребовал, чтобы Изат отказался от особых привилегий, пожалованных ему Артабаном III, и вернулся к своему статусу вассала Парфянской империи. Полностью осознавая возможные последствия неповиновения, Изат отправил своих жен и детей в цитадель, собрал все хлебные запасы в хорошо укреплённых местах и сжёг весь фураж в сельской местности. Когда эти приготовления были закончены, Изат занял позицию с 6000 кавалерии на реке Верхний Заб, которая отделяла Адиабену от Мидии. Вологез прибыл на место форсированным маршем и расположился лагерем поблизости, откуда послал Изату письма, похваляясь величием Парфянской империи, протянувшейся от Евфрата до границ Бактрии. Взаимный обмен посланиями между ними продолжался до тех пор, пока угроза вторжения в Восточную Парфию племён, живущих к востоку от Каспийского моря, не заставила Вологеза уйти.
Вскоре после возвращения Радамиста в Армению её народ вновь восстал и изгнал его из страны. Жена Радамиста Зенобия, которая сопровождала его во время бегства, настолько утомилась, что уже не могла идти дальше. И тогда, чтобы она не попала в руки врагов, Радамист заколол её и бросил в реку Аракс. Какие-то пастухи нашли её живой и привели в Артаксату, откуда она была отправлена к Тиридату. Парфянский принц хорошо обращался с ней, причём не только из соображений гуманности, но и потому, что с её помощью мог законно претендовать на армянский престол. Тиридат вернулся в Армению около 54 года.

### Подготовка римлян к войне
Император Клавдий был отравлен в октябре 54 года, и на трон взошёл юный Нерон. К декабрю известия о событиях в Армении достигли Рима, и немедленно начались приготовления к войне. Восточные легионы набирались до боевой численности и затем отправлялись в направлении Армении. Антиох IV Коммагенский и Агриппа II из Халкиды (Анджара) были обязаны собрать войска и держать их в готовности для вторжения в Парфию; следовало также построить мосты через Евфрат. Малую Армению отдали Аристобулу, сыну прежнего царя Ирода из Халкиды и двоюродному брату Агриппы II, а Софену — Сохему, вероятно, из того же самого рода, что и тот, кто только что унаследовал трон Эмессы. Для командования силами, собранными для «удержания» Армении, из Германии призвали Гнея Корбулона. Он был закалённым ветераном и успешным в смысле карьеры человеком, и его назначение, несомненно[стиль], было мудрым решением. Легионы X Fretensis и XII Fulminata, а также некоторые восточные вспомогательные войска должны были оставаться в Сирии вместе с Уммидием Квадратом, наместником этой провинции. Равное количество союзников, легионы III Gallica и VI Ferrata были отданы Корбулону, в распоряжение которого поступили также когорты, зимовавшие в Каппадокии. Союзные правители получили приказ подчиняться этим полководцам в той мере, как этого требовали обстоятельства. Корбулон поспешил в Киликию, где встретил Квадрата, который очень боялся, что его более привлекательный по своим личным качествам сослуживец получит всю славу. Римские командующие отправили посланников к Вологезу; для того чтобы избежать войны, последний предложил римлянам некоторых важных членов своей семьи в качестве заложников. Несомненно[стиль], Вологезу было выгодны такие условия, так как его сын Вардан незадолго до этого поднял восстание. Сомнительно, чтобы ему когда-либо удалось сместить своего отца или же самому стать царём, так как восстание, очевидно[стиль], было подавлено.

### Вторжение римлян в Армению
Большой помехой для Корбулона стало жалкое состояние восточных легионов. Тацит рассказывает, что многие ветераны едва знали, что делать с оружием, а в некоторых случаях войска даже не снабжались доспехами. Тех, кто были слишком старыми или непригодными к военной службе, отослали домой, увеличив численность за счёт набора солдат из Галатии и Каппадокии. К ним был добавлен легион X Fretensis, который был заменён в Сирии легионом IV Scythica, прибывшим из Мёзии. В конце 57 году Корбулон почувствовал, что условия стали значительно лучше, и смог отправиться в Армению, где в условиях жестокого холода провёл в палатках зиму 57/58 года. У многих солдат были обморожены руки и ноги, но Корбулон, чья высокая и внушительная фигура всегда бросалась в глаза, расхаживал среди них с непокрытой головой и старался подбодрить их. Не выдержав таких трудностей, многие дезертировали, но введение смертной казни за первый проступок (вместо третьего, как было принято до этого) прекратило бегство солдат. Командование вспомогательными войсками, распределёнными по гарнизонам в стратегически важных пунктах, было передано Паццию Орфиту. Вопреки строгим приказам, Орфит вступил в бой с врагом и был жестоко разгромлен.
Весной 58 года, когда погодные условия улучшились, кампания возобновилась. При поддержке своего брата Вологеза Парфянского Тиридат начал грабить сторонников Рима. Его всадникам удалось избежать встречи с войсками, посланными против них, и продолжить свои успешные рейды. Корбулон напрасно пытался поймать Тиридата и в конце концов был вынужден перенять тактику противника, разделив своих людей на отряды, чтобы грабить страну. В то же время он посоветовал Антиоху Коммагенскому наступать через армянскую границу. Фарасман Иберийский также встал на сторону римлян, и «инсохи» (возможно, мосхи или гениохи) своими активными действиями досаждали армянам. Вологез и большинство его войск были отвлечены восстанием в Гиркании, которое в конечном итоге привело к окончательной потере этой территории Парфией. Гирканцы отправили послов в Рим за помощью, которая, очевидно[стиль], так и не была им оказана.
Корбулон знал об этом затруднении парфянских войск. Поэтому, когда Тиридат предпринял пробную попытку примирения и пожелал узнать причину вражеского вторжения, римский командующий, не колеблясь, ответил, что Тиридату следует обратиться в качестве просителя к Нерону, от которого он может получить своё царство назад скорее мирным путём, чем через пролитие крови. Последовали расширенные переговоры, но их завершению в итоге помешали попытки вероломства и неопределённость позиций с обеих сторон.

### Успехи римлян
С этого момента началась серьёзная борьба. Корбулон сохранил командование над одной из частей римских войск, тогда как легат Корнелий Флакк возглавил вторую часть, а лагерный префект Инстей Капитон — третью. Воланд — самая мощная из крепостей — пала в результате штурма в первый же день. Всё мужское население крепости было убито, а неспособные сражаться проданы победителям. Карательные экспедиции, посланные римским командованием, без труда овладели другими укреплёнными пунктами. Столь лёгкий успех побудил Корбулона отправиться к Артаксате с намерением осадить и этот город. У Тиридата не было достаточно сил, чтобы сдержать римский натиск в течение сколько-нибудь длительного времени, и поэтому он попытался заставить римлян нарушить их боевой порядок и таким образом открыться для атак его кавалерии. Благодаря дисциплине и выучке под руководством Корбулона, римские шеренги стояли твёрдо, и парфянская уловка не удалась. Не решившись вступить в открытый бой, Тиридат ночью сбежал, вероятно, рассчитывая получить убежище у Вологеза. Артаксата сдалась без борьбы. Мирным жителям сохранили жизнь, но крепостные стены разрушили, а город сожгли. Рим отпраздновал эту победу воздвижением статуй и триумфальных арок, а также провозглашением новых праздников.
Весной 59 года Корбулон направился на юг и, пройдя у границы страны мардов и через страну тавравнитов, подошёл к Тигранокерту. Во время этого похода армия больше пострадала от разного рода трудностей, чем от атак со стороны армян, а две крепости, которые оказали сопротивление, были захвачены: одна — штурмом, другая — осадой. Из Тигранокерта пришли послы, чтобы предложить Корбулону золотую корону и известить его, что город готов к сдаче. Но когда римская армия подошла к стенам города, ворота, по-видимому, оказались закрытыми. Чтобы избежать длительной осады, Корбулон казнил знатного армянина, захваченного в плен, и забросил его голову в город. Она упала посреди военного совета, что и ускорило сдачу города без дальнейшего сопротивления. Укреплённый пункт под названием Легерда оказал Корбулону упорное сопротивление, и его взяли штурмом. Очевидно[стиль], Корбулон зимовал в Тигранокерте.
Приблизительно в это же время гирканские послы, которые побывали в Риме, возвращались домой. Они пересекли Евфрат, скорее всего около Мелитены, и встретились с Корбулоном. Затем они, очевидно[стиль], проследовали на восток, в свои земли.
В 60 году Тиридат предпринял попытку вернуть себе царство, начав наступление со стороны Мидии Атропатены. Корбулон послал легата Севера Верулана со вспомогательными войсками, а сам быстро, насколько это было возможно, последовал за ним. Огнём и мечом страна армян вскоре была приведена к покорности. Так Армения оказалась полностью во владении римлян, и Нерон назначил её правителем Тиграна V, правнука Архелая, последнего царя Каппадокии. Разные части Армении были доверены Фарасману Иберийскому, Полемону Понтийскому, Аристобулу из Малой Армении и Антиоху Коммагенскому — для того чтобы усилить контроль над вновь завоёванными территориями, так как часть населения всё ещё симпатизировала парфянам. Оставив для поддержки нового правителя 1000 легионеров с 3000 или 4000 конных и вспомогательных пехотных войск, Корбулон вернулся в Сирию, где заменил умершего Квадрата.

### Второй этап войны

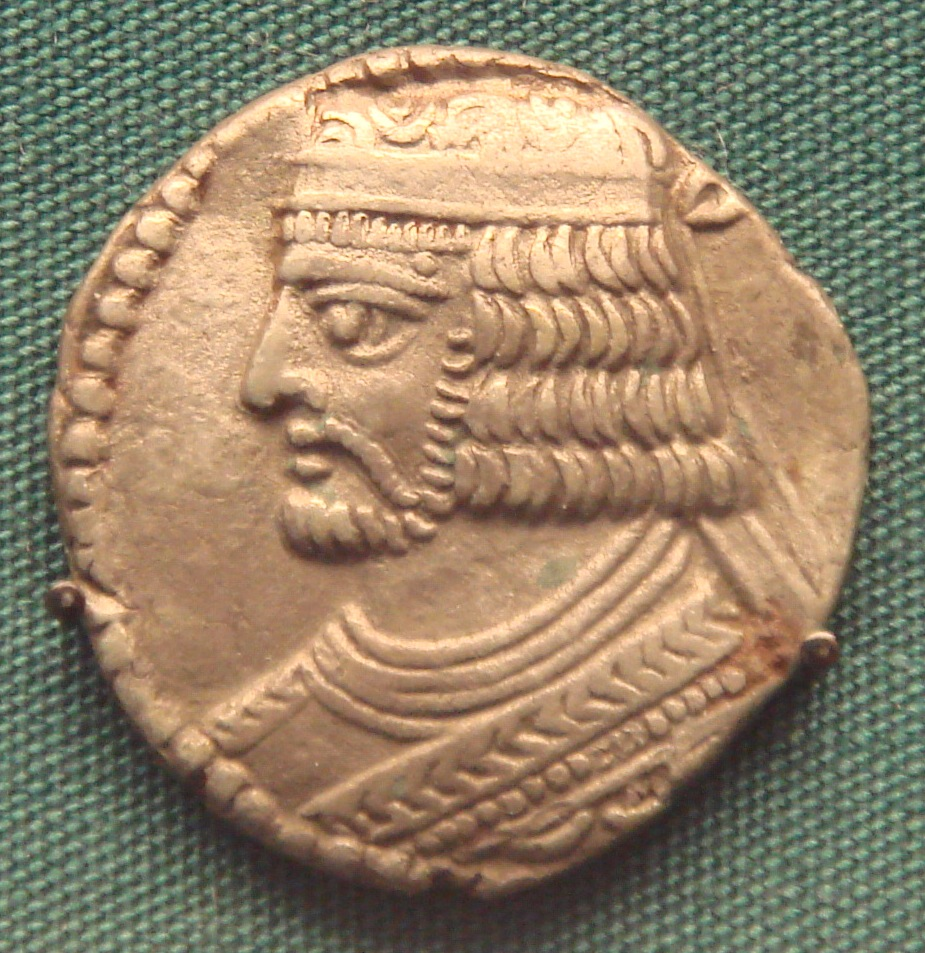
Монета, приписываемая Вологезу I

Упрочив своё положение, в 61 году Тигран выступил в поход с целью вторгнуться в Адиабену и разграбить её. То ли ситуация в Гиркании стала для парфян совершенно безнадёжной, то ли Вологез посчитал это вторжение в Адиабену достаточно важным событием, но он вернулся с гирканского фронта. В Парфии ропот со стороны недовольной знати поощрял Тиридат, низвергнутый правитель Армении, который полагал, что его брат Вологез не оказал ему достаточной поддержки. Монобаз, правитель подвергнувшейся атаке Адиабены, намеревался скорее сдаться римлянам, чем оказаться в плену у Тиграна. Вологез созвал совет знати и вновь подтвердил права своего брата на Армению. Свою кавалерию он передал парфянскому аристократу Монезу — с приказом действовать вместе с Монобазом и войсками Адиабены, чтобы изгнать Тиграна из Армении, в то время как он сам планировал отказаться от соперничества с Гирканией и с основными силами парфянского войска напасть на Сирию. Корбулон отправил в Армению два легиона под командованием Севера Верулана и Веттия Болана — возможно, это были легионы IV Scythica и XII Fulminata — и разместил на Евфрате легионы III Gallica, VI Ferrata и X Fretensis, численность которых увеличил за счёт рекрутского набора. Все переправы были защищены, а запасы воды тщательно охранялись. Учитывая серьёзность ситуации, Корбулон попросил Нерона послать ещё одного командующего, чтобы тот возглавил военные действия в Армении.
Тигран предвидел сложности с парфянами, поэтому отступил в Тигранокерту. Монез с парфянскими войсками отрезал конвои, доставляющие продовольствие в этот город, и вскоре после этого сам появился под его стенами. Попытка штурма оказалась безуспешной, и началась осада. Когда Корбулон услышал об этих событиях, он пригрозил Вологезу вторжением в Месопотамию, если эта осада не будет снята. Посланник Корбулона настиг парфянского царя в Низибисе. Вологез был настроен искать мира, поскольку римляне были хорошо подготовлены к военной кампании, да и осаждённый город достаточно силён, тогда как фураж для парфянской кавалерии был уничтожен нашествием саранчи. По этим причинам враждующим сторонам удалось заключить соглашение, и было объявлено, что Вологез посылает в Рим послов с просьбой отдать Армению под его контроль. Монезу было приказано снять осаду с Тигранокерта, а парфянский монарх вернулся в свою страну. Уступки со стороны римлян были обнародованы не сразу: Тиграну и поддерживающим его римским легионам также следовало покинуть Армению. Солдаты провели зиму 61/62 года на временных квартирах на каппадокийской границе.

### Действия Цезенния Пета
В ответ на просьбу Корбулона наместником Каппадокии назначили Луция Цезенния Пета. Войска были разделены; легионы VI Scythica, XII Fulminata, V Macedonica, который недавно ушёл из Мёзии, и некоторые союзные войска из Понта, Галатии и Каппадокии были отданы под командование Пета, а легионы III Gallica, IV Ferrata и X Fretensis — Корбулона. Корбулон занял позицию на Евфрате, где мог эффективно противодействовать любому продвижению парфян в этом направлении.
Вернулись посланники, которых Вологез отправил в Рим; их миссия оказалась безуспешной, и парфяне готовились возобновить военные действия. Пет сразу же перешёл в наступление. Планируя захват Тигранокерта, он пересёк Евфрат, вероятно, около Мелитены (Малатья), с двумя своими легионами — IV Scythica под командованием Фунизулана Веттониана и XII Fulminata под командованием Калавия Сабина. Легион V Macedonica был оставлен на зиму в Понте. После того как Пет захватил некоторые из близлежащих крепостей, из-за наступления холодов он был вынужден зазимовать в Рандее на реке Арсаний, притоке Евфрата. Теперь, когда римляне совершили первый ход в борьбе, Вологез решительно выступил в поход. Пет сильно ослабил свои легионы, дав отпуска всем, кто за ними обратился. Кроме того, в его распоряжении были не те войска, что подготовил Корбулон, да и часть лучших воинов находилась с легионом V Macedonica в Понте. Одна когорта была отправлена для охраны жены и маленького сына Пета, которые в целях безопасности укрылись в крепости Арсамосата.
Между тем Корбулон сумел построить мост через Евфрат, возможно, около Зевгмы, находясь под плотным вражеским обстрелом. Он привёл большие корабли, снабжённые башнями с размещёнными на них баллистами и катапультами, с помощью которых удалось очистить от неприятеля холмы на противоположной стороне реки. Так был построен мост и разбит лагерь, защищавший предмостные укрепления. Этот успех заставил парфян отказаться от планов вторжения в Сирию и повернуть все свои силы против римлян в Армении.

### Наступление Вологеза
Как только Пет услышал о наступлении Вологеза, он сразу же двинулся навстречу парфянам. Вологез легко заставил его вернуться в свой лагерь, но не сумел до конца использовать полученное таким образом преимущество. Ситуация осложнилась ещё и тем, что Пет разделил свои войска и послал 3000 человек охранять ближайшие проходы Тавра, в то время как остальных держал в зимнем лагере около Рандеи. Желая подстраховаться, он известил Корбулона о серьёзности своего положения. Как только тот узнал эту новость, 1000 человек из каждого легиона, 800 кавалеристов и такое же количество сил вспомогательных войск получили приказ немедленно приготовиться к маршу. Тем временем положение Пета становилось всё более и более опасным. Враг быстро разбил передовые посты и изолированные друг от друга римские отряды, после чего приступил к регулярной осаде римского лагеря. К Корбулону снова отправились гонцы, на этот раз с мольбой о немедленной помощи.

### Переговоры о перемирии
Теперь Корбулон выступил в поход. Оставив часть своих войск защищать укреплённые пункты вдоль Евфрата, он двинулся кратчайшим и наиболее обеспеченным провизией маршрутом через Коммагену, Каппадокию и затем Армению. Чтобы избежать тех трудностей, с которыми пришлось столкнуться Пету, Корбулон вёз пшеницу на верблюдах, следовавших за его армией. Вскоре он начал встречать беглецов из осаждённого римского лагеря и с этого момента стал двигаться форсированным маршем с большой скоростью. Однако Пет не мог дожидаться его прибытия и вступил в переговоры с парфянами. Несомненно[стиль], последние знали о том, что подмога осаждённым римлянам близка, и были рады заключить мир. Римской миссии пришлось вести переговоры с командующим парфянской кавалерией Вазаком. Соглашение было достигнуто на второй день, когда Корбулон находился всего лишь в трёх днях пути от цели. Монобаз Адиабенский выступил в качестве свидетеля договора, заключённого таким образом, что его условия были, естественно, выгодны парфянам.
Осаду лагеря следовало снять, и все римские солдаты были обязаны уйти из Армении. Все укрепления, припасы и провизия переходили парфянам. После выполнения этих условий Вологез получил полную свободу отправить послов к Нерону для обсуждения армянского вопроса. Кроме того, римляне были вынуждены построить мост через реку Арсаний (Мурат), которая протекала перед их лагерем, что можно расценивать в качестве видимого символа их поражения. Все условия договора были точно выполнены, но не без дополнительных осложнений для побеждённой стороны: ещё даже до того, как римские войска покинули свои укрепления, пришли армяне и захватили оружие и одежду легионеров, а те не посмели протестовать, дабы не спровоцировать всеобщую бойню.
Пет поспешил к Евфрату, бросая по пути раненых солдат. Там он встретил Корбулона и попытался убедить его вернуться вместе с ним и возобновить наступление. Корбулон разумно отказался. Он вернулся прямо в Сирию, а Пет провёл зиму в Каппадокии. Вологез отправил Монеза к Корбулону с требованием, чтобы римляне покинули укреплённые пункты на восточной стороне Евфрата. Переговоры происходили на мосту, который построил Корбулон, но только после того, как была разрушена его центральная часть. Римский командующий согласился эвакуировать укрепления, если парфяне уйдут из Армении. Это условие было принято.
Весной 63 года в Рим прибыли послы, отправленные Вологезом. Они предложили, чтобы Тиридат получил корону Армении в римском штабе, поскольку обязанности мага мешают ему прибыть в Рим для инвеституры. Хотя их предложение отклонили, в обратный путь послы отправились с подарками; из этого они могли сделать вывод, что если бы Тиридат появился в Риме лично, то эта просьба была бы удовлетворена.

### Возобновление боевых действий
Затем началась подготовка к продолжению войны. Управление Сирией поручили Цестию Галлу, а войска, численность которых возросла за счёт легиона XV Apollinaris из Паннонии под командованием Мария Цельса, передали под командование Корбулона. Поскольку Пет вернулся в Рим, политическое влияние Корбулона возросло настолько, что Тацит сравнил его с властью, данной Помпею законом Манилия. Легионы IV Scythica и XII Fulminata, которые потеряли своих лучших людей и ослабли духом, отправили в Сирию. Затем в Мелитене собрались отборные войска, готовые к переходу через Евфрат. Они состояли из легионов III Gallica и VI Ferrata (оба из Сирии), V Macedonica, который ранее находился в Понте, и недавно прибывшего XV Apollinaris. Туда пришли также первоклассные подразделения из Иллирии и Египта, причём из последнего, вероятно, часть легиона XXII Deiotariana, и вспомогательные войска союзных царей.
Продвигаясь по Армении тем же путём, что Лукулл и Пет, Корбулон разрушал цитадели и сеял страх по всей стране. От Тиридата и Вологеза поступили предложения о мире, и на обратном пути парфянских послов сопровождали несколько римских центурионов, которые везли послания примирительного характера. Вологез хитроумно предложил провести встречу в Рандее, где Пет был вынужден сдаться. Тиберий Александр и зять Корбулона Анний Винициан отправились в лагерь Тиридата в качестве заложников на случай засады. Главнокомандующие, каждый в сопровождении 20 всадников, встретились и договорились о том, что Тиридат получит Армению, но только из рук Нерона. Несколько дней спустя, во время формальной церемонии перед собравшимися римскими и парфянскими войсками армянский монарх снял корону со своей головы и положил её к ногам статуи Нерона, воздвигнутой специально для этого случая.

### Мир с римлянами
Данное мирное соглашение было достигнуто в конце 63 года, но окончательно реализовано только в 66 году. Несомненно[стиль], часть этого времени заняло долгое путешествие, которое предпринял Тиридат, чтобы навестить свою мать и своих братьев, царя Атропатены Пакора и парфянского монарха Вологеза, находившегося в Экбатане. Тем временем дочь Тиридата и его царство оставались заложниками римлян. Римские войска на восточной границе сохраняли полную боевую готовность, и есть свидетельство о том, что переправу около Мелитены использовали подразделения, продвигавшиеся на армянскую территорию.
Во время долгого путешествия в Рим Тиридата сопровождали 3000 всадников, жена, его собственные сыновья, а также сыновья его двух братьев Пакора и Вологеза I, и царя Адиабены Монобаза, на содержание, которых из римской государственной казны были выделены большие суммы денег. Прибыв в Рим, Тиридат вновь продемонстрировал смирение перед Нероном, который затем, в присутствии огромных толп народа, провозгласил его царём Армении и возложил ему на голову диадему. Пробыв какое-то время в Риме, Тиридат вернулся домой. С собой он привёз много дорогих подарков и большое количество ремесленников для того, чтобы восстановить столичный город Артаксату. Таким образом, по итогам войны с Римом был заключён мир на условиях того, что царями Армении будут Аршакиды, а утверждать их будут в Риме. Такой исход, несомненно, следует признать[стиль] успехом Парфии, которая укрепила своё влияние в Армении.

### Последние года жизни
После этого настал сравнительно мирный период. Мир, установившийся после временного разрешения армянского вопроса, является причиной скудости информации о Парфии в этот период. Даже длительность правления Вологеза I вызывает споры; вероятно, оно продолжалось до 79/80 года. В 66 и 67 году Рим проводил широкомасштабные приготовления к войне: был создан новый легион, I Italica, а один из первоклассных легионов, XIV Gemina (Martia Victrix), начал передислокацию в направлении восточного фронта. Перед самой смертью в 68 году Нерон был поглощён планами крупной экспедиции, нацеленной на кавказские Железные Ворота. Существует предположение, что её конечной целью являлись албаны, или же что это мог быть ложный манёвр, чтобы отвлечь парфян и таким образом воспрепятствовать их помощи иудеям. Но в любом случае едва ли можно было избежать враждебных отношений с парфянами. Смутные времена, которые наступили после смерти Нерона, положили конец всем этим приготовлениям. Однако, Вологез, отправляя в сенат послов для возобновления союза, с особенной настойчивостью просил, чтобы память Нерона оставалась в почёте.
В 69 году Веспасиан провозгласил себя императором. Вологез, узнав об этом событии, в следующем году отправил послов в Александрию, чтобы предложить ему использовать 40-тысячную парфянскую конницу. Письмо, которое они везли, было адресовано так: «Царь царей Аршак приветствует Флавия Веспасиана». Возможно, это приветствие как-то повлияло на последовавший вежливый отказ, но скорее всего Веспасиан считал, что полностью владеет ситуацией. Сохем Эмесский и Антиох Коммагенский присоединили свои войска к Веспасиану. Были отправлены посольства к парфянам и армянам с целью установления с ними мирных отношений. В 71 году по случаю римских побед над иудеями Вологез направил свои поздравления Титу в Зевгму и подарил ему золотой венок. Этот подарок был принят, а послам, которые его привезли, перед отъездом устроили пир.
В 72 году произошёл инцидент, который таил в себе угрозу установившимся мирным отношениям. Луций Цезенний Пет, участник кампании Корбулона, а теперь наместник Сирии, сообщил Веспасиану о готовящемся союзе Антиоха Коммагенского и его сына Епифана с Вологезом против Рима. Этот союз мог представлять опасность, так как Самосата, столица Коммагены, располагалась на Евфрате около одной из лучших переправ через эту реку, и, следовательно, парфяне получили бы прекрасную базу для операций в Сирии и Киликии. Пета уполномочили выступить против Антиоха, что он и сделал со всей возможной стремительностью. Продвигаясь вперёд с легионом X Fretensis и вспомогательными войсками, предоставленными Аристобулом из Халкиды и Сохемом из Эмесы, Пет захватил Антиоха Коммагенского врасплох. Царь забрал своих жену и детей и сбежал ещё до прихода римлян, которые без боя вступили в Самосату. Хотя сам Антиох не был склонен решать этот вопрос силой оружия, его сыновья Епифан и Каллиник вместе с теми войсками, которые сумели собрать, преградили путь римлянам. Битва длилась целый день и закончилась с наступлением ночи, причём ни одна из сторон так и не смогла добиться перевеса. Однако коммагенский царь снова пустился в бегство. Это привело его войска в такое уныние, что они перешли к римлянам, а царевичи, сопровождаемые охраной всего лишь из 10 человек, бежали искать убежища у Вологеза. Парфяне оказали сыновьям Антиоха радушный приём, но позже выдали их Велию Руфу, которого прислал Веспасиан. Римляне посадили Антиоха под арест, но позволили ему жить в Спарте, где предоставили достаточно денег, чтобы он смог содержать подобающее его царскому достоинству поместье. Малая Армения и Коммагена были превращены в римские провинции с размещением там гарнизонов. Поглощение этих приграничных царств происходило в соответствии с политикой, начатой Тиберием, а теперь продолженной Веспасианом, который более чем основательно ознакомился с ситуацией на Востоке во время своей кампании в Иудее.
Около 72 года аланы, кочевое племя с севера, вторглись в пределы Парфии. Они наступали со своей территории близ Меотийского озера (Азовского моря), заключили союз с царём тогда независимой Гиркании и проследовали на юг через Железные Ворота Кавказа и оттуда в Мидию Атропатену. Брат Вологеза I Пакор, назначенный правителем этой страны при восшествии Вологеза на парфянский престол, был изгнан в какое-то отдалённое место. Его гарем попал в руки аланов, но ему удалось выкупить жену и наложниц. Аланские орды продолжили свой поход на запад и нанесли поражение царю Армении Тиридату на его же территории, а самого царя едва не захватили в плен при помощи аркана. Удовлетворенные добычей, аланы вернулись на север.
В 75 году Вологез обратился к Риму за помощью против аланов, однако Веспасиан не послал к ним ни Тита, ни Домициана, как просил парфянский монарх. Римское войско находилось по крайней мере у одного из перевалов Кавказа, и Веспасиан помог Митридату Иберийскому укрепить его столицу Мцхету. Внешне эти приготовления служили цели обуздания аланов, но, возможно, они были направлены также и против парфян. В 76 году Марк Ульпий Траян, отец будущего императора, получил триумфальные знаки отличия за какую-то дипломатическую победу над парфянами. Труд Валерия Флакка, часть которого, вероятно, была написана примерно в это же время, ясно отражает интерес Рима к аланам и кавказскому региону.
В апреле 78 года царь по имени Пакор начал чеканить монеты на монетном дворе Селевкии-Ктесифона; однако и Вологез I продолжал выпускать свои монеты там же, причём даже в течение того же самого месяца. В свете данного свидетельства борьба между претендентом на власть и действующим правителем длилась до конца следующего года, когда Вологез исчез с исторической сцены.

## Влияние Вологеза на иранскую культуру
При Вологезе был отмечен рост парфянской культуры. Вологез настойчиво боролся против влияния эллинизма, возвращаясь к иранским обычаям и традициям ахеменидских времен. Он заменил греческий алфавит письмом пехлеви, на основе арамейского алфавита; на некоторых его монетах инициалы его имени отображены буквами пехлевийского языка. Также он возвращал иранским городам их исконные иранские названия взамен их эллинизированных вариантов.
На монетах тогдашнего парфянского царя Вологеза I впервые в истории аршакидской нумизматики появляется алтарь, а также часто встречается изображение человека, совершающего обряд перед похожим на алтарь объектом. При этом же правителе было приказано собирать все разрозненные остатки рукописных или устных традиций Авесты. Впервые на парфянских монетах появляются легенды на пехлеви в дополнение к традиционным, составленным на греческом языке, который к тому времени стал безнадежно искаженным.
Согласно зороастрийской традиции, Вологез I с помощью дастуров своего времени предпринял первую попытку собирания и кодификации авестийских текстов, сохранявшихся в разрозненных отрывках и в устной передаче. При нём экземпляры Авесты рассылались по городам и передавались для изучения и сохранения. На некоторых его монетах в первый раз появляется изображение храма огня, что положило начало традиции, которая продолжалась в течение нескольких сот лет до конца правления Сасанидов.
Во время правления Вологеза I вблизи Вавилона был основан новый город Вологазия или Вологезокерта. Возможно, этот царь намеревался создать новый торговый центр вместо более древней Селевкии, где партийная борьба часто нарушала ход торговли и неоднократно возникала оппозиция царской власти. Вологезокерта часто упоминается в надписях из Пальмиры как пункт назначения пальмирских караванов. После перемещения торговли в этот новый центр, роста значимости более парфянского в этническом смысле Ктесифона на другой стороне реки и разрушений, причинённых последовавшими одно за другим римскими вторжениями, старый царский город Селевкия ещё быстрее приходит в упадок во II веке.